# William Copley

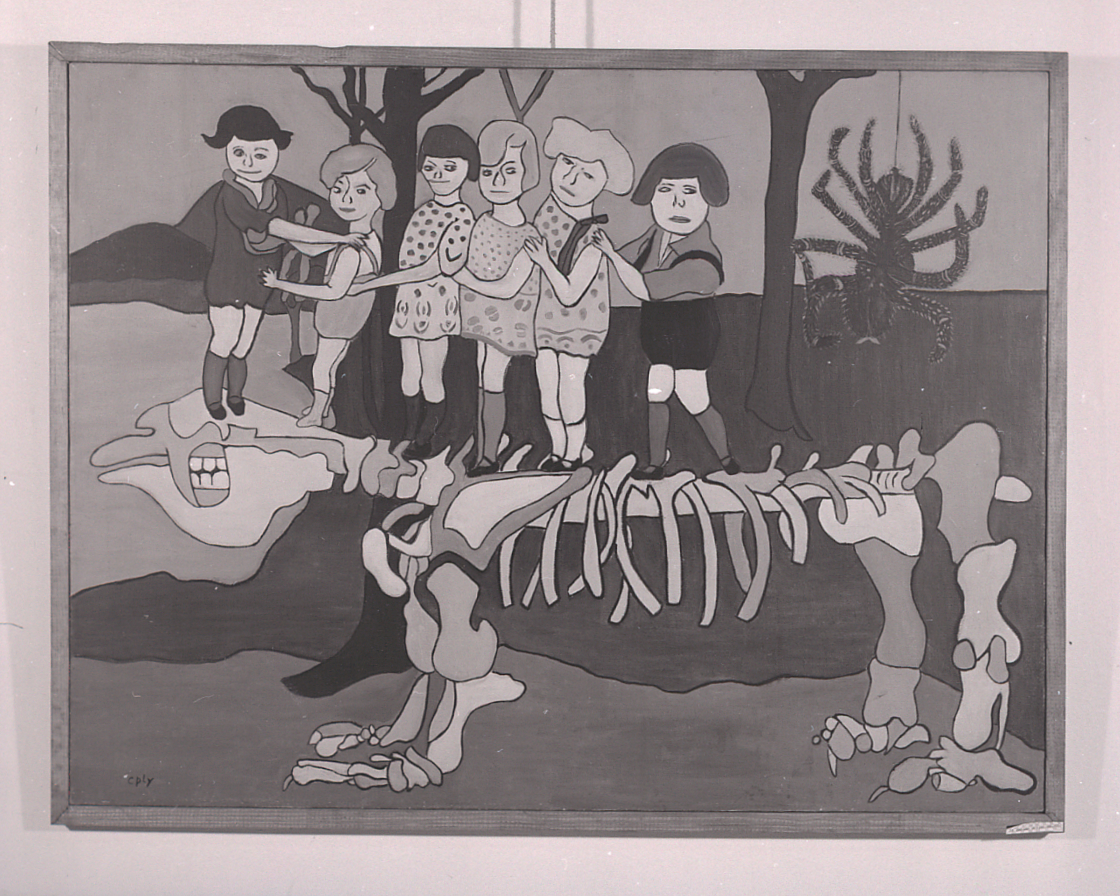
Gemälde von William N. Copley (Foto von Paolo Monti, 1960)

William „Bill“ Nelson Copley (* 24. Januar 1919 in New York City, New York, USA; † 7. Mai 1996 in Key West, Florida) war ein US-amerikanischer Maler, Kunstsammler und Mäzen. Er gilt als ein wichtiger Vermittler zwischen den Surrealisten und der Pop-Art-Bewegung und zählte zu den eigenwilligsten Persönlichkeiten der Kunstszene. William N. Copley war zunächst als Galerist tätig und baute in dieser Eigenschaft eine umfangreiche Kunstsammlung auf, bevor er durch die Freundschaft mit Surrealisten wie Marcel Duchamp, René Magritte und Max Ernst selbst zum Künstler wurde. Das malerische und zeichnerische Werk von William Copley setzt sich ironisch und humorvoll mit der Tradition von Dada, Surrealismus und der aufkommenden Pop Art auseinander.

## Leben

### Kindheit, Jugend und Ausbildung

Ira C. Copley

William N. Copley wurde als Findelkind an der Türschwelle des New York Foundling Hospitals am Ende einer Influenza-Epidemie gefunden, der seine Eltern vermutlich zum Opfer gefallen sind. 1921 wurde William von Ira C. und Edith Copley adoptiert. Ira Copley war Magnat in der Energieversorgungsbranche und Zeitungsverleger in Aurora; von 1911 bis 1923 war er Mitglied des Repräsentantenhauses der USA. Als William zehn Jahre alt war, zog Ira Copley mit seiner Familie nach Coronado Island bei San Diego. William war ein kränkliches Kind und fehlte oft in der Schule. Um die Fehlzeiten wettzumachen, las er viel. Von 1932 bis 1936 absolvierte Copley eine Ausbildung an der Phillips Academy in Andover, Massachusetts; von 1926 bis 1928 studierte er an der Yale University, bevor er 1940 in die US-Armee eintrat und von 1942 bis 1946 zum Kriegsdienst als Soldat der Infanterie in Nordafrika, Sizilien und Italien stationiert war.

### In Kalifornien (1945–1951)
Nach Kriegsende kehrte Copley nach Kalifornien zurück. Zunächst begann er eine Arbeit als Reporter für die Zeitungen seines Vaters. Er heiratete bald Marjorie Doris Wead, die Tochter eines Testpiloten der US-Marine; 1946 kam Sohn William Bryant („Billy“) zur Welt. Darauf machte er Bekanntschaft mit dem Ehemann seiner Schwägerin, John Ployardt, einem Künstler, der als Zeichner und Erzähler für die Disney Studios arbeitete. Ployardt brachte Copley die Malerei und insbesondere den Surrealismus nahe.
„Der Surrealismus“, schrieb Copley, „machte alles verständlich: meine vornehme Familie, der Krieg und warum ich ohne meine Schuhe am Yale Prom teilnahm. Es sah nach etwas aus, das mir gelingen könnte.“
Die beiden besuchten Ausstellungen in Mexiko und New York, trafen sich mit Künstlern und begannen, sich in die surrealistische Ideenwelt zu vertiefen. Sie fassten den Plan, eine Galerie zu eröffnen und suchten den Kontakt zu Walter Conrad Arensberg, einem Industriellensohn und Sammler, der gleichzeitig enger Freund und Mäzen von Marcel Duchamp war. In der gleichen Zeit begann Copley sich autodidaktisch mit Malerei zu beschäftigen; zu seinen frühen Werken gehört 2 bis Ferou, Woman in Doorway. Seine Werke signierte er fortan mit CPLY, um nicht mit dem amerikanischen Porträtmaler John Singleton Copley (1738–1815) verwechselt zu werden. Daneben betätigte er sich auch schriftstellerisch; es wurden jedoch nur wenige Texte in den Zeitungen seiner Familie veröffentlicht.

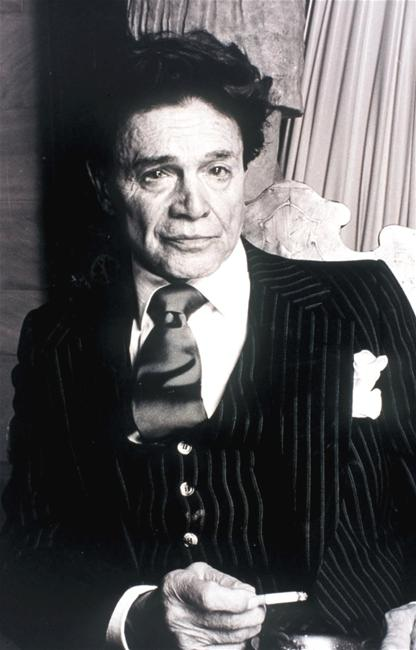
Alexander Iolas

Auf Vermittlung Man Rays reisten Ployardt und Copley 1947 nach New York, um Marcel Duchamp zu treffen, der ihnen weitere Kontakte verschaffte. Neben Künstlern lernten sie auch die Galeristen Julien Levy und Alexander Iolas (1907–1987) kennen, die sich dem Surrealismus verschrieben hatten. Iolas wurde ab Mitte der 1950er-Jahre der wichtigste Galerist Copleys.
Im selben Jahr starb sein Adoptivvater Ira Clifton Copley im Alter von 83 Jahren; die Geschäfte übernahm darauf sein älterer Bruder James Strohn Copley („Jim“, 1916–1973), während sich William immer mehr von seiner konservativen Familie entfernte, mit deren Weltanschauungen er sich – gerade nach seinen Kriegserfahrungen – nicht mehr länger identifizieren konnte. Copley wurde Anhänger der linksliberalen Politik, nahm an politischen Treffen teil und verteilte Flugblätter der Progressive Party um Henry A. Wallace.
Zu der Zeit, als Copley und Ployardt ihre surrealistische Galerie planten, bestand eine Vereinigung verschiedener Philanthropen, darunter die Arensbergs und der Schauspieler Vincent Price, die eine gemeinnützige Galerie am Rodeo Drive eröffnete. Das Modern Institute of Art wurde im Februar 1948 eröffnet, „mit dem Ziel, das Westküstenäquivalent zum New Yorker Museum of Modern Art zu werden.“ Die erste Ausstellung umfasste Werke von Marc Chagall, Joan Miró, Henri Matisse und Marcel Duchamp - allesamt Avantgarde-Künstler von einer Statur, die in Südkalifornien selten zu sehen war, die Copley und Ployardt jedoch Ende der 1940er-Jahre nicht mehr zeitgemäß erschienen.
Im kalifornischen Beverly Hills eröffneten Copley und Ployardt die Copley Galleries am North Canon Drive im September 1948 mit einer Ausstellung von mehr als 30 Gemälden von René Magritte, die sämtlich aus Alexander Iolas Sammlung stammten. In den folgenden Monaten zeigten sie Werke von Malern wie Yves Tanguy, Joseph Cornell, Man Ray, Roberto Matta und Max Ernst ausstellte und zum Kauf anbot. Arensberg steuerte für einige Ausstellungen wichtige Werke aus seiner Sammlung als Leihgaben bei. Zu dieser Zeit gab es jedoch in Los Angeles kaum Interesse an surrealistischer Kunst und wenig Gelegenheit, sie auszustellen oder anzusehen. Obwohl lokale Sammler wie Walter und Louise Arensberg wichtige Sammlungen von Gegenwartskunst anhäuften, zögerten die wenigen Museen in Los Angeles, dies zu zeigen. Das Los Angeles County Museum war nach Copleys Worten „ein Mausoleum mit einer Struktur […], die einige Missverständnisse von William Randolph Hearst und einigen Stofftieren beherbergte.“ Vier Meilen weiter östlich hatte das junge, privat geführte Pasadena Art Institute 1953 das Vermächtnis der spektakulären Sammlung von Galka E. Scheyer erhalten und sich ein Jahr später in Pasadena Art Museum umbenannt. Die surrealistischen Bilder fanden daher kaum Käufer, weswegen Copley im Frühjahr 1949 die Galerie aufgab. Die Malerei stand fortan im Mittelpunkt seines Schaffens; es entstanden Gemälde wie Portrait of the Artist as a Young Ex-Partiate und Bienvenue/Île de France. 1951 fand in Los Angeles Copleys erste Einzelausstellung im Royer's Book Shop statt.

### In Frankreich (1951–1962)
Man Ray, Juliet Ray,
 William Copley

und Marcel Duchamp
 an Bord der SS De Grasse am 12. März 1951 vor ihrer Abreise von New York nach Paris.
 The Getty Research Institute, Los Angeles aus dem Gloria de Herrera Archive (1951)

Link zum Bild

(Bitte Urheberrechte beachten)
Im Frühjahr 1951 unternahm Copley zusammen mit Man Ray, dessen Frau Juliet und der jungen Kunstkonservatorin Gloria de Herrera (1929–1985) eine Schiffsreise nach Paris. Seine Frau Doris und die beiden Kinder Billy und Claire (geboren 1948) hatte er zurückgelassen; die Ehe wurde bald darauf geschieden. In Paris konzentrierte sich Copley auf die Malerei und unternahm mehrere Reisen, u. a. besuchte er Pablo Picasso in Vallauris. 1953 heiratete er in Paris Noma Rathner und erwarb ein Anwesen in Longpont-sur-Orge in der Region Île-de-France. Es folgten Einzelausstellungen in der Galerie du Dragon und der Galerie Furstenberg in Paris sowie bei Alexander Iolas in New York. 1954 gründete er gemeinsam mit seiner zweiten Frau die William and Noma Copley Foundation, die später die Bezeichnung Cassandra Foundation erhielt. Um 1955 verkaufte er seine geerbten Familienanteile an seinen Adoptivbruder Jim und seine Schwester Helen. 1956 nahm er am XXième Salon de Mai im Musée d’art moderne de la Ville de Paris teil; 1961 wurden Copleys Arbeiten am Londoner Institute of Contemporary Arts gezeigt. Man Ray hielt die Eröffnungsrede auf seinen Freund.

### In New York (1963–1980)
Nach einem kurzen Aufenthalt in Los Angeles kehrten William und Noma Copley 1963 nach New York zurück. In der Kunstszene der Stadt pflegte er Kontakte zu Christo, Roy Lichtenstein, Walter de Maria, Ray Johnson, Larry Bell, Ed Ruscha und später auch zu Andy Warhol. Er hatte ein Apartment in 81st Street; am Lower Broadway richtete er sich ein Atelier ein, in dem er Freunde zu Partys empfing. 1967, inzwischen von seiner zweiten Frau Noma geschieden, gründete er mit dem Künstler Dimitri Petrow den kurzlebigen Kunstverlag The Letter Edged in Black Press, in dem er Mappen mit Multiples verlegte. 1968/69 erschienen insgesamt 14 Mappen mit Werken von Duchamp, Lichtenstein, Man Ray, Christo, Richard Hamilton, Claes Oldenburg, Yoko Ono, John Cage, Kasper König, Mel Ramos, Dieter Roth, Bernar Venet und Bruce Nauman.
In einer ersten Ausstellung in Deutschland wurden 1968 Copleys Arbeiten in der Galerie Rudolf Springer gezeigt; auf der Documenta 5 (1972, in der Abteilung Individuelle Mythologien mit Imaginary Flags of Ten Countries) und der Documenta 7 (1982) in Kassel waren Copleys Werke, fast alle mit dem charakteristischen Kürzel cpLy signiert, ebenso zu sehen wie auch in zahlreichen Ausstellungen in Deutschland, Österreich, Frankreich, in den Niederlanden und den USA. Im September 1968 heiratete er seine dritte Frau Stella Yang und erwarb ein Haus in Roxbury, Connecticut, lebte jedoch meist in New York City und verbrachte den Großteil seiner Zeit mit Malerei. 1970/71 beschäftigte er sich mit der Werkgruppe der Nouns (Gegenstände) in Comic-artiger und an die Pop Art erinnernder Manier. 1977 schrieb er mit Viola Stephan das Theaterstück Even If You're Unhappy Is No Reason Why You Shouldn't Behave Yourself, das in New York uraufgeführt wurde. In dieser Zeit verfasste er auch den Bericht CPLY: Porträit of the Artist as a Young Dealer, in dem er über seine Erlebnisse und Erfahrungen als Galerist berichtete; der Artikel erschien erstmals 1977 im Katalog zur Ausstellung Paris-New York, die im Centre national d'art et de culture Georges Pompidou gezeigt wurde.

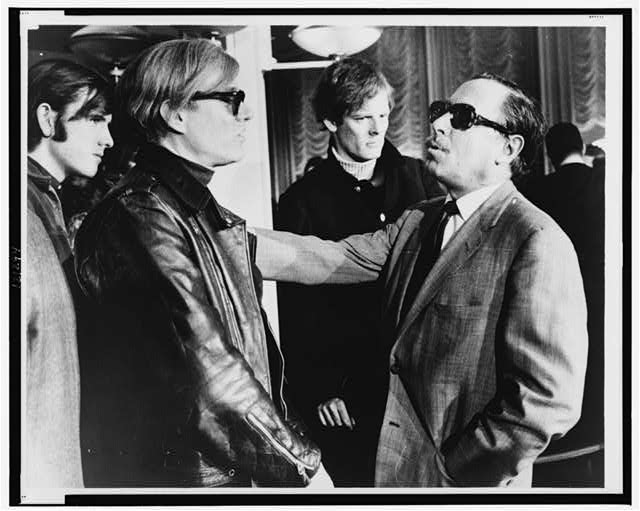
Andy Warhol (links) und Tennessee Williams (rechts) im Gespräch, im Hintergrund: Paul Morrissey (1967). World Journal Tribune Foto von James Kavallines.

1979, nach seiner Scheidung von seiner dritten Ehefrau, ließ Copley bei Sotheby’s in New York seine Sammlung surrealistischer Werke fast vollständig versteigern, nachdem er einen Großteil seines Erbes verbraucht hatte. Mit einem Erlös von 6 Millionen Dollar war es zu diesem Zeitpunkt das höchste Ergebnis, das je eine Sammlung erzielt hatte. Danach konzentrierte er sich auf das Sammeln zeitgenössischer Kunst. In den 1980er-Jahren beschäftigte er sich mit Performanances und arbeitete mit neuen Materialien, wie Spiegeln, Glas und Fetischobjekten. 1986 wurde die Installation The Tomb of the Unknown Whore anderthalb Monate im New Museum of Contemporary Art ausgestellt.

### Späte Jahre (1980–1996)
1980/1981 war Copley mit Majorie Annapav verheiratet; Andy Warhol war bei der Hochzeitsfeier zugegen und schuf bald darauf ein Porträt von Copleys Frau als Siebdruck. 1980 zog Copley ganz in sein Anwesen in Roxbury und errichtete dort ein Atelier. Wegen zunehmender gesundheitlicher Probleme begann er, die Winter in Key West in Florida zu verbringen, wo er den Kontakt mit Tennessee Williams pflegte. Von 1992 an lebte Copley endgültig in seinem Haus auf Sugarloaf Key in Key West und heiratete seine sechste Frau, Cynthia Gooch. Die letzten Jahre verbrachte er in relativer Abgeschiedenheit auf Sugarloaf Key, malte in seinem Wohnzimmer und fuhr in einem Boot in den Keys herum. Um 1995 entstand eines seiner letzten Bilder, Just Say Yes. Copley starb am 7. Mai 1996 im Alter von 77 Jahren.

### Ehen
Copley war sechs Mal verheiratet, ab September 1945 mit Marjorie Doris Wead (1920–1986), ab 1953 mit Noma Rathner (1916–2006), 1967 bis 1979 mit Stella Yang (auch Chuang Hua, 1931–2000), 1980/81 mit Majorie Annapav. 1986 bis 1988 war er mit Jackie Klein Prescott verheiratet. Er hatte drei Kinder aus zwei Ehen.

## Werk

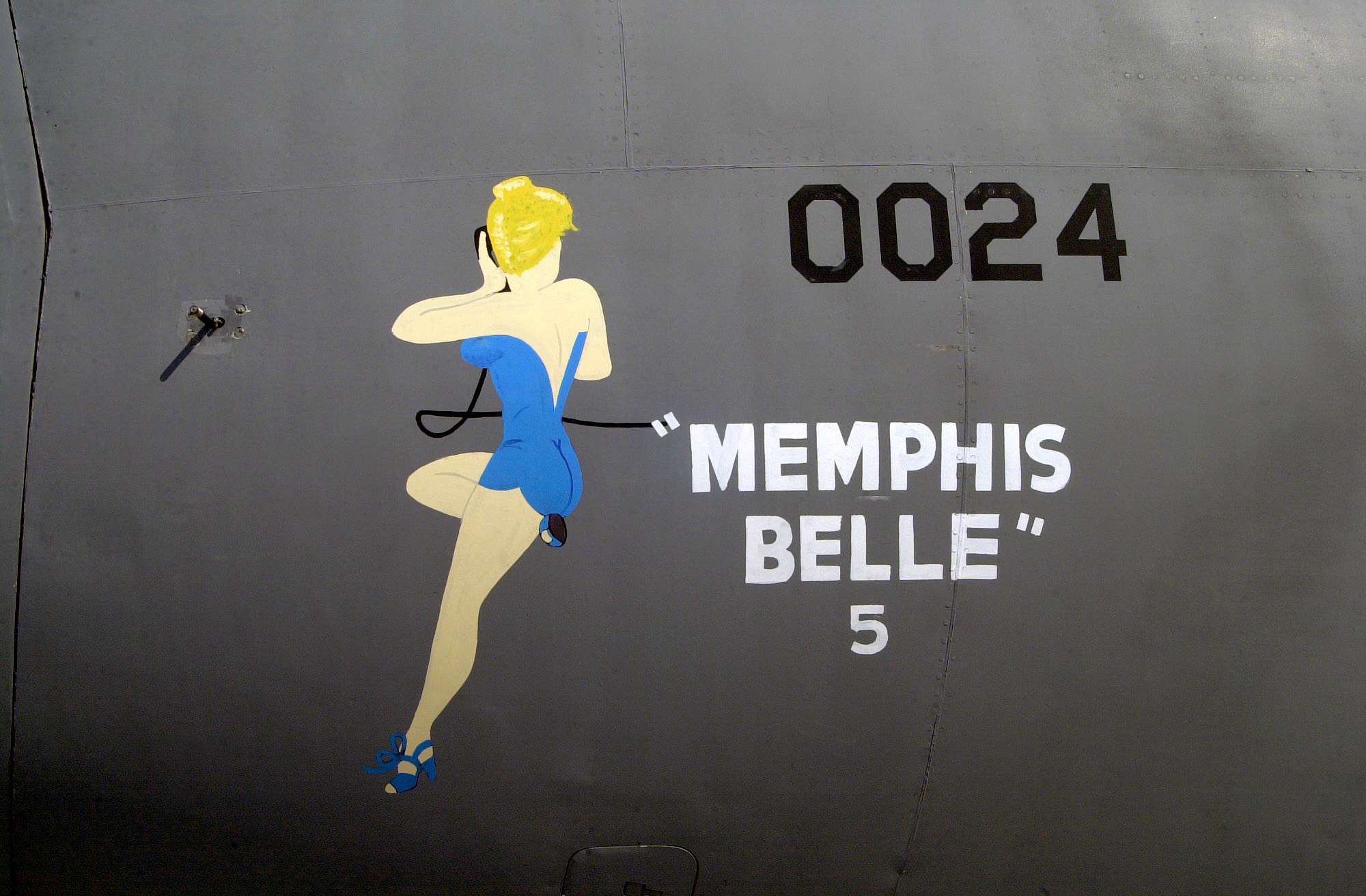
Pip-Up-Kunst in der amerikanischen Alltagskultur

### Werkphasen und deren Rezeption
Copleys subversiv-banalen Arbeiten gelten heute als Bindeglied zwischen Pop-Art und Surrealismus. Sein Werk beinhaltet stark abstrahierte Figurinen aus amerikanischen Alltagsmythen, mit seinen Western Saloons, Cowboys und den Pin-up-Girls, seine erotischen und pornografischen Fantasien sowie Versatzstücke aus dem Alltag und der Populärkultur wie Waffen, Autos und Fetische, die kommentarlos dargestellt werden.
„Die Welt ist laut CPLY ein antiker, bissiger und bonbonfarbener Ort“, schrieb Tony Kamps über Copleys Arbeiten der 1950er-Jahre. „Die Gemälde, Zeichnungen und anderen Werke von William Nelson Copley sind in einer Vielzahl von erfinderischen, autodidaktischen Darstellungsstilen gerendert und voller empörender Bilder: Zirkusplakat-Karikaturen, Slapstick-Humor und eine Fülle weiblicher Akte, die Rubens beschämen [würden].“ Copley sei ist einer der wenigen Maler, die bewusst eine naive Poster-hafte Technik anwendeten, schrieb ein zeitgenössischer Kritiker zu seiner Pariser Ausstellung (Peintures Recentes, Galerie Dragon) 1956. Zu Place de l'Opéra (1956) heißt es:
„Hier gibt er den Träumen und Frustrationen eines Fahrers freien Lauf. Er hat das Auto in einem Rahmen aus intensiven Farben und barocken Formen abgebildet, die seinen Leinwänden eine fast byzantinische Komplexität verleihen. In kaleidoskopischer Leidenschaft hat Mr. Copley das gleiche mit dem Auto gemacht wie Picasso mit der Figur, indem er es aus allen Winkeln gleichzeitig sowie innen und unten abgebildet hat.“
In Copleys Malerei diene Humor dazu, die „ernsten“ Themen Liebe, Verbrechen, Bestrafung und Tod zu kompensieren, meint Kay Heymer. „Es ist ein Hoffnungsschimmer in einer Welt voller kleiner und großer Katastrophen.“ Zu Copleys Gemälde Outer Focus No. 7 (1956) schrieb die Autorin, es sei „zeitlos, transparent und unvergesslich. Seine surreale, gut gelaunte Mentalität ermöglichte es ihm, die wirklichen Folgen des Todes und anderer unglücklicher Ereignisse zu ignorieren, als er ihren Unterhaltungswert heraussiebte.“
Copleys Arbeit aus der Paris-Zeit sei, könnte man sagen, eine einzige bildliche Widmung an die bewegenden Kräfte der Erotik, schrieb Carl Haenlein. Der Künstler erzähle Geschichten von den „Plaisirs“ einsamer Herren in den Straßen von Paris oder den Talenten der schönen Blondine an der nächsten Straßenecke, die alle in einem ironisch durchdrungenen Ton voller skeptischer und lakonischer Sätze erzählt werden. Wenn Sie den Ton einwirken lassen, wird man feststellen, dass diese Bilder viel subtiler und komplexer aufgebaut sind, als es auf den ersten Blick erscheint.

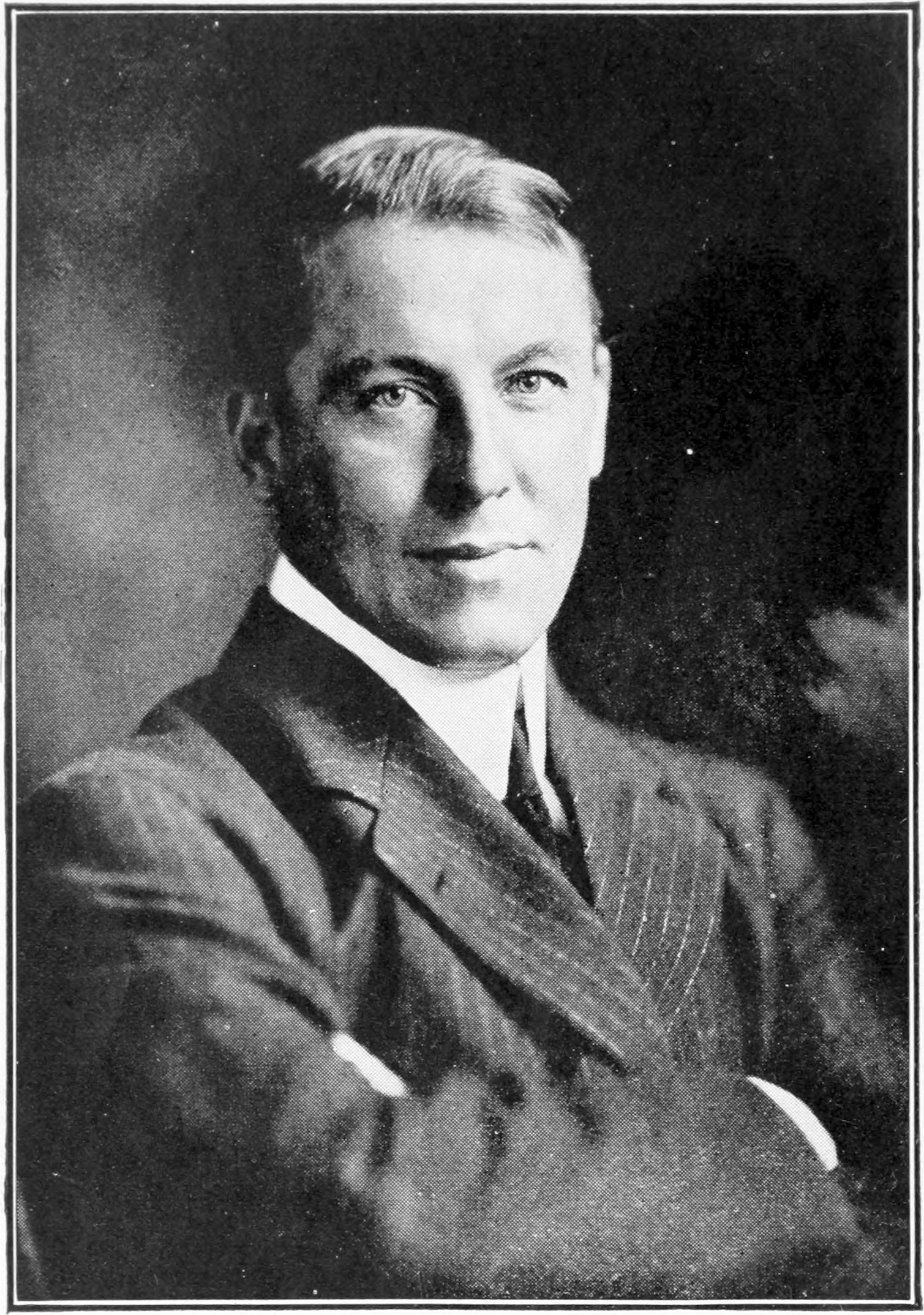
Robert W. Service 1921

Um 1967 malte Copley eine Reihe von Bildern zu Gedichten von Robert W. Service „Ich erinnere mich an [Robert Service und das Yukon-Geschäft] als Kind ... Ein Freund von mir hat es mir als Kind vorgelesen. Und diese Bilder blieben mir im Gedächtnis. Es war Cliff Westermann, der einmal zu mir sagte: „Sie sollten Robert W. Service veranschaulichen.“ Und diese Art von Gekochtem ist mir ungefähr ein Jahr lang in den Sinn gekommen. Und ich bin mir sicher, dass Cliff Westermann Service wahrscheinlich genauso sieht wie ich: einen Mann mit einem bemerkenswerten Sinn für Bilder und einem sehr begrenzten Intellekt. Das ist eine perfekte Kombination, besonders für mich, der ich weder beim Schreiben noch beim Malen wirklich an Intellektualismus interessiert bin.“
Copley schuf dann in veränderten thematischen Feldern die Serien der Nouns (Gegenstände), mit der Copleys Interesse an der amerikanischen Umgangssprache und Alltagskultur ein spektakuläres Crescendo erreichte, schrieb Tony Kamps. „Diese kühnen, farbenfrohen Leinwände zeigen Alltagsgegenstände - ein Fahrrad, einen Boxhandschuh, eine Tuba - vor dem Hintergrund geometrischer Muster, die auf gestreifte Tapeten hindeuten oder Parkettböden. Als Ergebnis eines selbst auferlegten Moratoriums für das Malen der Figur sind diese Bilder so anthropomorph wie alle figurativen Werke von Copley.“ Copley selbst äußerte sich wie folgt:
„Mein Leben ist eine Suche nach dem lächerlichen Bild. Das visuelle Wortspiel ist das goldene Nugget, das wir suchen. Joseph Cornells Briefbeschwerer aus komprimiertem Papier; wie Man Rays Pain peint (1958) - alle seine Objekte waren visuelle Wortspiele. Sie werden nicht gefragt, Sie sind absolut gezwungen, Assoziationen zu bilden. Visuelle Wortspiele erweitern den Geist und die Vorstellungskraft. Es geht darum, das Bewusstsein zu schärfen. Der Betrachter hat sofort Assoziationen zu Erfahrungen, die er gemacht hat und die ebenso lächerlich sind. Bei Magritte dreht sich alles darum. Es ist eine Art Humor, den man nicht verpassen darf.“
Es folgte dann die Serie der X-Rated (dt. nicht jugendfrei), entstanden 1972–74, die erstmals 1974 im New York Cultural Center ausgestellt wurden. Letztere waren „mit lockerer Hand (…) wiedergegebene Bilder von Paaren und Dreiergruppen, deren verschlungene Körper und spannungsgelöste Gliedmaßen zu kühnen Arrangements aus verzahnten, nahezu abstrakten Formen in einander verschränkt sind. Die träge Körperlichkeit der Dargestellten, ihr Buddha-ähnliches Lächeln und beharrliche Individualität sind unumwunden erotisch. Die Farben – pulsierendes Pastell, üppige Fehlfarben, Grün-, Braun- und Gelbtöne – sind sensationell,“ schrieb Anne Doran. „Die Einzigartigkeit von Copleys eigener Inkarnation der Rolle des bösen Jungen zeige sich am besten in der Reihe von Werken, die er unter dem Titel X-Rated ausstellte. Mit Titeln aus Hollywood-Filmen wie National Velvet, Around the World in Eighty Days, Last Tango in Paris und Happy Hooker entschärfte Copley den Schock des pornografischen Bildes mit komischer Leichtigkeit und einem popkulturellen Touch,“ schrieb Alison Gingeras.

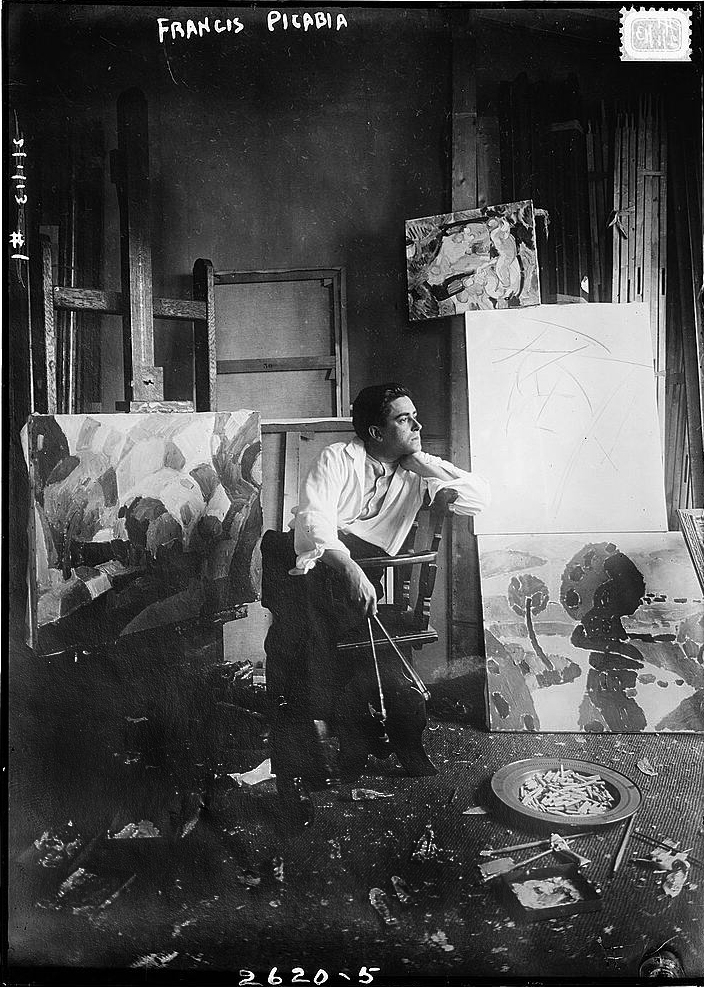
Francis Picabia

Copley begann Ende der 1970er-Jahre mit der Arbeit an Variations on a Theme by Francis Picabia (1978), einer Serie von zehn Gemälden, die erstmals 1979 in der Alexander Iolas Galerie und dann in der David Stuart Gallery in Los Angeles ausgestellt wurden. Zu diesen Werken gehörten seine Variationen über Picabias La nuit espagnole (1922), das zuvor in Copleys Kunstsammlung enthalten war. Zu den Gemälden, die er als Antwort auf Picabias wegweisendes Gemälde schuf, gehörten Nuit Puerto Ricain (1978), 31 Octobre (1978), Calcuuta by Day (1978), The Happy Hour (1978) und Bird's Bastard (1978). In vielen Gemälden tauchten falsch geschriebene Wörter auf, und sie waren mit Löchern um die gemalten Ziele übersät, womit sie dem Original treu blieben.
In den frühen 1980er-Jahren begann Copley mit der Gemäldeserie Invisible Women, „in denen der weibliche Körper nicht explizit dargestellt ist, sondern dies durch Dessous, Badebekleidung, Schuhe und Münder impliziert wird. Zu diesen Mixed-Media-Arbeiten gehörten collagierte Spitzen, Damenschuhe, Strumpfgürtel, Schnallen und Unterwäsche. Die fetischistische Serie umfasste auch die Assemblage, eine Technik, mit der Copley häufig die flache Oberfläche seiner Gemälde dimensionierte.“
Copley arbeitete in den 1980er-Jahren wieder mit Ausschnitten und Silhouetten: Eine Collage von Bildern, die unter Verwendung verschiedener Materialien die Summierung einer Reihe gefundener Fragmente ermöglicht. „Es war eindeutig ein Prozess der De-Subjektivierung“, schrieb Germano Celant, „als wollte sich der Künstler von ausschließlich inneren und persönlichen Motivationen lösen und eine gemeinsame und umfassende Denkweise aufzeigen, die nicht nur individuell, sondern auch kollektiv und sozial war. Anstelle einer Oberfläche, die für einzelne Impulse empfänglich ist, wurde das Ganze in ein imaginäres Ensemble verwandelt, das oft chaotisch und verwirrt, veränderlich und diskontinuierlich ist und durch das der Künstler versucht hat, allgemeine Stereotypen zu definieren, die jedem gehören.“
„Aufrichtigkeit, Authentizität oder Geisteskrankheit reichen niemals aus, um gute Kunstwerke zu schaffen“, schrieb der Kunstkritiker Michael Bise. „Für einen Künstler, der sein Medium beherrscht, ist es eine starke politische Entscheidung, die Meisterschaft abzulehnen und eine rohe Arbeit zu leisten. Das Problem mit echten Künstlern ist, dass unabhängig von ihren Absichten das Material und die Ideen, die sie verwenden, immer verändert werden. Die Materialtransformation ermöglicht es Farbe, Kohle oder einem Objet trouvé, eine Idee nicht nur darzustellen, sondern zu verkörpern. Copley untergräbt nicht wissentlich die malerische Form. In jedem Bild stellte ich mir ein Dutzend verschiedener formaler Entscheidungen vor, die ich getroffen haben könnte, um meine Bilder zu wirklich eindrucksvollen Gemälden zu machen, ohne dabei ihren anarchischen Charme zu verlieren.“
Am Ende seines Lebens schwächte der Künstler die anarchische Rolle ab, die er bisher zu seinem eigenen Vergnügen gespielt hatte, schrieb Germano Celant weiter, „und verwandelte seine Kunst in eine Partitur, die ihre politische Resonanz verstärkte, um der kulturellen und künstlerischen Rüstung der Gesellschaft einen letzten Schlag zu versetzen. Der Kreis wurde geschlossen: Vergnügen und Sinnlichkeit fanden eine konstituierende und integrierende Funktion in der Gesellschaft. Sie wurden als Metaphern für Dynamik im Gegensatz zu einer versteinerten Dimension bestätigt. Die Bilder waren keine persönlichen und privaten Vehikel mehr, sondern wurden Teil des lebendigen Geistes der Welt, auch wenn sie Keime einer Rebellion blieben, die wir heute als Erneuerung betrachten.“
In der Sammlung Frieder Burda befindet sich ein umfangreicher Werkkomplex des Künstlers. 2012 wurden Bilder Copleys aus der Sammlung, die in den Jahren 1996–1998 entstanden waren, im Museum Frieder Burda in Baden-Baden gezeigt.

### Werke (Auswahl)
- Reclining Nude (Liegender Akt), 1953. Öl auf Leinwand. William N. Copley Estate und Kasmin Gallery.[22]
- Place de l’Opéra. 1956. Öl auf Leinwand. Tate Gallery, London.[22]
- My Mother Land Can Fuck Your Father Land. 1961 (Flaggenbilder). Mischtechnik auf Leinwand.
- German Flag. 1961. Öl auf Leinwand. William N. Copley Estate and Kasmin Gallery, New York City[22]
- Think. 1961. Öl auf Leinwand. Museum of Contemporary Art, Chicago.[22]
- The Common Market. 1961. Öl auf Leinwand. Museum of Modern Art, New York City[26]
- Mae West. 1965. Acryl auf Leinwand. Sammlung Bischoff
- Then I Ducked My Head and the Lights Went Out, and Two Guns Blazed in the Dark. 1966. Öl auf Leinwand. Sammlung Klewan.
- From Fifty Alcoholic Throats Resounded Fifty Roars (from „Ballad of the Ice-Worm Cocktail“). 1967. Acryl auf Leinwand. William N. Copley Estate and Kasmin Gallery, New York[22]
- Revolver and Target. 1970. Acryl auf Leinwand. WilliamN. Copley Estate
- Electric Chair. 1970. Acryl auf Leinwand. Sammlung Bischoff
- Story. 1972. Kohlestift auf Papier.[27]
- Rolltop Desk. 1972. Acryl auf Leinwand. William N. Copley Estate and Kasmin Gallery, New York.[22]
- Battle of the Sexes No. 2. 1974. Acryl auf Baumwolle. William N. Copley Estate and Kasmin Gallery, New York[22]
- Nuit Puerto Ricain. 1978. Acryl und Öl auf Leinwand. Museum Frieder Burda, Baden-Baden[22]
- Invisible Woman No. 2. 1983. Acryl, Spitze und Collage auf Leinwand. William N. Copley Estate und Kasmin Gallery, New York City.[22]
- Trust Lust. 1988. Acryl auf Leinen. William N. Copley Estate and Kasmin Gallery, New York[22]
- Play It Again Sam. 1994. Acryl auf Leinwand. Stedelijk Museum, Amsterdam[22]
- Untitled (Gun). 1991. Filzstift und Kohle auf Papier.[28]

## William and Noma Copley Foundation
Zweck dieser Stiftung war es, bildende Künstler und Musiker mit kleinen Stipendien zu fördern. Sitz der Stiftung war Chicago; in ihrem Beirat saßen Prominente wie Jean Arp, Alfred Barr, Roberto Matta, Max Ernst, Julien Levy, William Lieberman, Man Ray, Roland Penrose und Herbert Read, im Vorstand neben dem Ehepaar Copley Marcel Duchamp, der Chicagoer Jurist und Sammler Barnet Hodes und dessen Frau Eleanor sowie Darius Milhaud. 1960–1966 veröffentlichte die Copley Foundation eine Reihe von Monographien über die einzelnen Jahresstipendiaten. Als Herausgeber wurde der Pop-Art-Künstler Richard Hamilton engagiert, der Ende der 1950er-Jahre selbst Stipendiat der Foundation war. Es entstanden Monographien über Hans Bellmer, Richard Lindner, Bernard Pfriem, René Magritte, Thomas Albert Stills, Eduardo Paolozzi, James Metcalf, Serge Charchoune, Jacques Herhold und Dieter Roth.

## Sammlung William Copley
Zu William Copleys Sammlung gehörten Arbeiten von Kurt Schwitters, Victor Brauner, Dorothea Tanning, Frida Kahlo, Francis Picabia, Jean Arp, Balthus, Joan Miró, René Magritte, Man Ray, Alberto Giacometti, Giorgio de Chirico, Theo van Doesburg, Joseph Cornell, Marcel Duchamp, Arshile Gorky, Roberto Matta, Hans Bellmer, Max Ernst, Roy Lichtenstein, Wifredo Lam, Alexander Calder, Claes Oldenburg, Christo und Jeanne-Claude, Jean Tinguely, Ed Ruscha, Arman, Richard Hamilton und Andy Warhol. Bei der Auktion bei Sotheby’s in New York am 5. und 6. November 1979 ließ Copley insgesamt 132 Werke versteigern. In einer zweiten Auktion 1993 kamen vor allem Papierarbeiten von Eduardo Paolozzi, Christo, Edward Kienholz, Richard Artschwager, Walter de Maria, Peter Saul, Robert Whitman, Claes Oldenburg, Mel Ramos und Andy Warhol zur Versteigerung.
In Copleys Sammlung befanden sich Hauptwerke des Surrealismus und auch der Pop Art wie von
- Man Ray Catherine Barometer (1920/2021)
- Man Ray A l'heure de l'observatoire: Les amoureux (1932–1934)
- Man Ray Portrait imaginaire de D.A.F. de Sade (1938)
- Marcel Duchamp Pharmacie, Ready-made (1914)
- Max Ernst Totem und Taboo (1941/1942)
- Max Ernst  Le Surréalisme et la peinture (1942)
- Max Ernst Le Déjeuner sur l’Herbre (1944), heute im Cleveland Museum of Art
- Giorgio de Chirico: Studie für Le portrait d’Apollinaire (nach 1916)
- Francis Picabia: Portrait d’Apollinaire (1918)
- Joseph Cornell: Soap Bubble Set (1948)
- René Magritte: La Chambre d’Écoute (1952)[31]
- Claes Oldenburg: Soft Version of Maquette for a Monument donated to Chicago by Pablo Picasso (1969)

## Öffentliche Sammlungen
- Sammlung Falckenberg

## Ausstellungen
William Copleys Werke wurden in Einzelausstellungen in zahlreichen bedeutenden Kunstinstitutionen ausgestellt, beispielsweise:
- 1966: Stedelijk Museum Amsterdam[32]
- 1980: Kunsthalle Bern.
- 1981: Badischer Kunstverein Karlsruhe[33]
- New Museum for Contemporary Art New York (1986)
- 1997: True Confessions. Ulmer Museum, 27. April bis 15. Juni 1997.[34]
- 2012/2013: Museum Frieder Burda, Baden-Baden, 18. Februar bis 10. Juni 2012; Max Ernst Museum Brühl des LVR, 24. Juni bis 4. November 2012; Stiftung Ahlers Pro Arte / Kestner Pro Arte, Hannover, 16. November 2012 bis 1. April 2013.[35]
- 2014: Happy Birthday! 20 Jahre Sammlung Goetz. (Gruppenausstellung), Sammlung Goetz, München[36], Katalog.